# Jadalnia

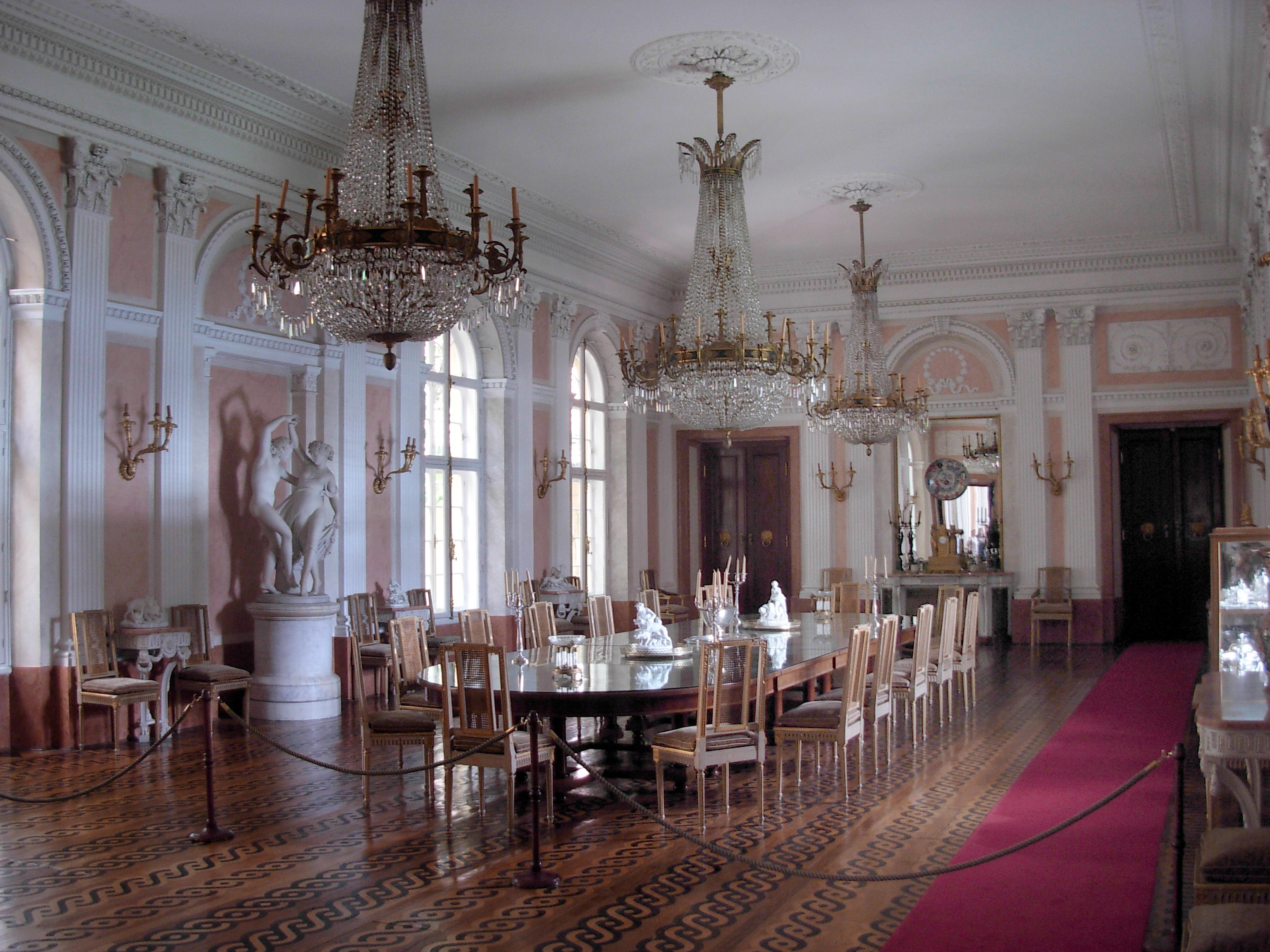
Jadalnia na zamku w Łańcucie (2007)

Jadalnia, in. pokój stołowy – pomieszczenie służące do spożywania posiłków. Obecnie jest zazwyczaj zlokalizowana w pobliżu kuchni w celu ułatwienia serwowania posiłków, jednakże od średniowiecza znajdowała się nieraz w znacznej odległości, nawet na różnych piętrach. Umeblowanie historycznych jadalni składało się z dużego stołu jadalnianego, krzeseł oraz niekiedy kredensu lub dresuaru.

## Jadalnie historyczne
W średniowiecznych zamkach i rezydencjach z reguły jadano w głównym i reprezentacyjnym pomieszczeniu pełniącym wiele funkcji. Rzadko wydzielano osobne pomieszczenie jadalni. Rodzina pana domu siadała przy stole umieszczonym na niewielkim podium, podczas gdy goście, w zależności od ich statusu, w różnej odległości. Stoły jadalniane miały konstrukcję krzyżakową, wzdłuż nich ustawiano zazwyczaj proste ławy. Główna sala była głośna, zadymiona i słabo wentylowana. Ze względu na te wady zaczęto budować odpowiedniejsze pomieszczenia przeznaczone głównie do spożywania posiłków. Były one znacznie mniejsze i bardziej kameralne, co sprzyjało relaksacji i prowadzeniu konwersacji w mniejszym gronie. Z biegiem czasu rolę jadalni zaczęły pełnić stosunkowo niewielkie bawialnie lub saloniki, te z kolei wyewoluowały do roli stricte jadalni. W dużych rezydencjach, w przypadku specjalnej okazji, funkcję jadalni przejmowała sala balowa, czyli największe pomieszczenie mogące pomieścić znaczną liczbę gości. Jadalnie w klasztorach przeznaczone dla mnichów były nazywane refektarzami.
Od XVIII wieku, na skutek zmiany obyczajów dworskich, przyjęło się, że po skończonym posiłku kobiety przechodziły do bawialni, podczas gdy mężczyźni pozostawali i oddawali się rozmowom tylko w męskim gronie, spożywając najczęściej napoje alkoholowe. W związku z tym jadalnia uzyskała bardziej męski charakter, jednak z biegiem czasu zwyczaj ten zanikł.